# Еліас Фігероа
Еліас Фігероа (ісп. Elías Figueroa, нар. 25 жовтня 1946, Вальпараїсо) — чилійський футболіст, захисник. По завершенні ігрової кар'єри — футбольний тренер.
Як гравець насамперед відомий виступами за клуби «Пеньяроль», «Інтернасьйонал» та «Палестіно», а також національну збірну Чилі.
Дворазовий чемпіон Уругваю.

## Клубна кар'єра
У дорослому футболі дебютував 1964 року виступами за команду клубу «Уніон Ла-Калера», взявши участь у 30 матчах чемпіонату.
Протягом 1965—1966 років захищав кольори команди клубу «Сантьяго Вондерерз».
Своєю грою за останню команду привернув увагу представників тренерського штабу клубу «Пеньяроль», до складу якого приєднався 1967 року. Відіграв за команду з Монтевідео наступні п'ять сезонів своєї ігрової кар'єри. Більшість часу, проведеного у складі «Пеньяроля», був основним гравцем захисту команди.
1972 року уклав контракт з клубом «Інтернасьйонал», у складі якого провів наступні чотири роки своєї кар'єри гравця. Граючи у складі «Інтернасьйонала» також здебільшого виходив на поле в основному складі команди.
З 1977 року три сезони захищав кольори команди клубу «Палестіно». Тренерським штабом нового клубу також розглядався як гравець «основи».
Протягом 1981—1981 років захищав кольори команди клубу «Форт-Лодердейл Страйкерс».
Завершив професійну ігрову кар'єру у клубі «Коло-Коло», за команду якого виступав протягом 1982—1982 років.

## Виступи за збірну
1966 року дебютував в офіційних матчах у складі національної збірної Чилі. Протягом кар'єри у національній команді, яка тривала 17 років, провів у формі головної команди країни 70 матчів, забивши 2 голи.
У складі збірної був учасником чемпіонату світу 1966 року в Англії, чемпіонату світу 1974 року у ФРН, чемпіонату світу 1982 року в Іспанії, розіграшу Кубка Америки 1967 року в Уругваї, на якому команда здобула бронзові нагороди, розіграшу Кубка Америки 1979 року у різних країнах, де разом з командою здобув «срібло».

## Кар'єра тренера
Розпочав тренерську кар'єру, повернувшись до футболу після тривалої перерви, 1994 року, очоливши тренерський штаб клубу «Палестіно». Наразі досвід тренерської роботи обмежується цим клубом.

## Титули і досягнення

### Командні
- Чемпіон Уругваю (2):

«Пеньяроль»: 1967, 1968
- Срібний призер Кубка Америки: 1979
- Бронзовий призер Чемпіонату Південної Америки: 1967

### Особисті
- Чемпіонат світу, Гравець Року: 1976[2]
- Команда зірок на Кубку світу 1974 1974[3]
- Південноамериканський футболіст року 1974, 1975, 1976.
- Південноамериканський футболіст року, 3-е місце — 1977
- Захисник року у Південній Америці 1971,1972,1973,1974,195,1976
- Уругвайський футболіст року 1967, 1968
- Золотий м'яч (Бразилія) 1972, 1976
- Срібний м'яч (Бразилія)1974, 1975, 1976
- Чилійський футболіст року 1981[4]
- Чилійський спортсмен року 1981[4]
- Визнано найкращим іноземним гравцем, який грав в Уругваї і Бразилії відповідно 2002;2004
- Найкращий чилійський футболіст в історії — спортивний журнал Коло Чилі 1999[5]
- Чилійський футболіст XX століття (IFFHS) 2006[6]
- Південноамериканський футболіст XX століття (IFFHS): 8 місце, 2000[7]
- Найкращий гравець світу XX століття (IFFHS): 37 позиція, 2000[8]
- Найкращий захисник двадцятого століття в Південній Америці (IFFHS): 2000[8]
- Член історичної команди Копа Америка в ХХ столітті: 2011[9][10][11][12][13]
- Член команди Південної Америки в ХХ столітті 1999[14]
- Член ФІФА 100, 2004
- Вибрані з групи 50 найкращих гравців в історії журналу World Soccer, 2010[15]
- Обраний як один з топ-100 у двадцятому столітті бразильським журналом Placar: 19 місце, 1999[16]
- Обраний одним з найкращих в історії журналу Playboy в Бразилії: на 13 місці 2005[17]
- Член Залу Слави стадіону Маракана 2000[18]
- Єдиний гравець, разом із Уго Санчесом, який брав в участь у трьох чемпіонатах світу по черзі, 1966;1974;1982
- Постійно номінований на вибір світу і Південної Америки з 19 років, 1966;1983
- Призначений капітаном кожної команди, де він грав, 1966;1982